# Vasile Velican
Vasile N. Velican (n. 9 decembrie 1904, Hărman, Brașov – d. 6 septembrie 1984, Cluj-Napoca) a fost un inginer agronom, membru corespondent (1963) al Academiei Române, „Profesor Universitar emerit” (1964), membru titular al Academiei de Științe Agricole și Silvice (1969) și președinte al secției de cultura plantelor din această instituție.

## Biografie
”A fost mezinul din cei 10 frați ai familiei Gheorghe și Maria Velican, țărani prosperi din mănoasa și fermecătoarea zonă a Țării Bârsei. Inteligența nativă, hărnicia și pasiunea pentru cunoaștere, sunt caracteristicile dominante care l-au propulsat spre cele mai înalte trepte ale învățământului și științelor agronomice, cele de profesor universitar și academician. A terminat cu strălucire școala primară în satul natal, liceul „Andrei Șaguna” din Brașov (1924) și Academia de Agricultură din Cluj (1928). Numărându-se printre absolvenții de elită ai agronomiei clujene, după efectuarea stagiului militar la școala de geniu din București, tânărul inginer revine în sânul „Almei mater” unde funcționează timp de un an ca secretar general, după care își vede visul împlinit, fiind încadrat în activitatea de cercetare la Stațiunea de Ameliorarea plantelor din Cluj în calitate de asistent. Aici timp de șase ani va pătrunde în intimitatea vieții plantelor, etalând un înalt spirit de observație și alese aptitudini de experimentator, interval în care va efectua o valoroasă și foarte utilă documentare în Germania (la sugestia marelui Gheorghe Ionescu-Sisești) privind ameliorarea plantelor și aspecte generale referitoare la cultura cartofului, o specializare de 3 luni la Institutul de Cercetări Agronomice din Brno și se va înscrie la doctorat la Academia de Agricultură din Cluj, sub îndrumarea profesorului Nicolae A. Săulescu, având ca subiect al tezei „Puterea de absorbție ca metodă de ameliorare a grâului de toamnă”, susținută în anul 1935 pe baza căreia i se acordă titlul de „Doctor în științe agronomice”. După obținerea diplomei de doctor în științele agronomice, în anul 1935, reputatul om de știință este avansat la funcția de șef de lucrări, însoțită de transferul la Stațiunea Experimentală Agricolă din Câmpia Turzii, în calitate de director, funcție pe care o deține și o onorează până în anul 1945, când revine la Clujul unde s-a format ca specialist, pe postul de Director al Stațiunii de Ameliorarea Plantelor. La scurt timp, începând cu data de 1 decembrie 1948, cercetătorul de o largă cuprindere științifică, ocupă postul de profesor titular al Disciplinei de Fitotehnie, deținând până în anul 1960 și funcția de director al Stațiunii de Ameliorarea Plantelor Cluj și până la pensionare, la onorabila vârstă de 70 ani, aceea de șef de catedră, iar în continuare, până în ultimele clipe ale vieții, la 6 septembrie 1984, cea de profesor universitar consultant, conducător de doctorat.
Ca dascăl, magistrul Vasile Velican, s-a impus prin vocație și cultură printre cele mai competente și mai apreciate cadre didactice din facultate și institut, prelegerile sale fiind audiate de întreaga masă de studenți, care umpleau până la refuz aula sau amfiteatrele institutului; alături de studenți cursurile erau audiate de cadrele didactice ale Disciplinei de Fitotehnie și în mod frecvent de alte discipline din facultate.
Se cuvine a fi evidențiate creațiile sale în domeniul ameliorării grâului, orzului de toamnă, orzoaicei de primăvară, porumbului și cartofului, creații de avangardă care au contribuit la îmbogățirea patrimoniului național al științelor agronomice românești. Suntem datori să amintim cu acest prilej, soiurile de grâu de toamnă Cluj 650, caracterizat prin rezistență la cădere, foarte bune însușiri de calitate și rezistență la rugina brună, precum și Cluj 722, cu însușiri excepționale de calitate, denumit pe bună dreptate „grâu medicinal”, constituind și în prezent unul intre genitorii valoroși în procesul de ameliorare a calității grâului.
În domeniul ameliorării orzului de toamnă, profesorul a creat renumitul soi Cluj 230, apreciat pentru însușirile superioare de malțificare, cât și pentru potențialul de producție și a rezistenței la tăciunele zburător și sfâșierea frunzelor, iar la orzoaica de primăvară, în colaborare cu profesorul N. Săulescu a creat soiul Cluj 123, care prin potențialul bun de producție, însușirile de malțificare și rezistența mărită la secetă și la boli, s-a extins în toate zonele din țară, specifice genotipurilor pentru industria berii.
Prin ampla cuprindere în domeniile ameliorării plantelor, de la marele nostru înaintaș ne-au rămas soiurile de porumb Arieșan (Românesc de Arieș) și Galben timpuriu (în colaborare cu profesorul N.Săulescu) cultivate mulți ani în condițiile din Transilvania și în toate zonele mai răcoroase din țară, fiind apreciate pentru capacitatea superioară de producție, prin calitate și rezistență la boli, precum și valoroase soiuri de cartofi (Ardeal, Napoca și Someșan) a căror introducere în cultură a constituit primul pas de revigorare a producției de cartof în Romania. Toate cele trei soiuri s-au caracterizat prin productivitate ridicată și însușiri culinare foarte apreciate, precum și o rezistență mărită la râia neagră, mană și viroze.
Bun matematician și preocupat de organizarea experiențelor de câmp și calculului statistic al rezultatelor cercetării, profesorul Vasile Velican a contribuit în mod substanțial la dezvoltarea Tehnicii experimentale agricole. În valorosul „Manual al inginerului agronom”(1959), pe lângă Capitolul de Fitotehnie, a redactat un excepțional capitol de Tehnică experimentală, deosebit de util pentru învățământul superior agronomic și cercetătorii din instituțiile și stațiunile experimentale agricole.
În domeniul fitotehniei, cercetările profesorului V. Velican au fost orientate spre aspectele științifice ale cercetărilor, vizând influențele factorilor biologici, ecologici și tehnologici asupra creșterii și dezvoltării plantelor, producției și calității acesteia. Aceste cercetări, în colaborare cu cadrele didactice și cercetători de la Fitotehnie au constituit o adevărată școală în domeniul investigației științifice.
Ampla sa activitate de cercetare științifică și experiența îndelungată, bazată pe o strălucită cultură generală și profesională, a fost valorificată în peste 50 de lucrări publicate în reviste de specialitate, fiind coautor a 13 lucrări de proporții: tratate, monografii, manuale și cursuri universitare, care prin nivelul științific și aplicativ contribuie la tezaurul literaturii agricole, naționale și mondiale.
Profesorul Velican – domnul doctor cum i se spunea la maturitatea precoce – a fost unul din pionierii dezvoltării și evoluției prospere a științelor agricole românești. În calitate de colaborator al marelui Ionescu-Șișești a fost timp de câteva decenii conducător al colectivelor de cercetători de la Stațiunile Câmpia Turzii și Cluj, fiind unul din stâlpii I.C.A.R.-ului.
Ca dascăl, profesorul Velican a fost un model iubit de studenți, ascultat și admirat de aceștia, fiind recunoscut pentru prelegerile sale captivante, susținute liber, doar cu o foaie de notițe, în care integra experiența sa vastă. A fost un șef de catedră dedicat, formând numeroși colaboratori, printre care At. Ciorlăuș, Al. Salontai (urmașul său la catedră), Leon Muntean (actualul șef de catedră) și Elena Cernea. De asemenea, a dezvoltat o prietenie colegială exemplară cu profesorul Emil Negruțiu, contribuind împreună la ridicarea învățământului agronomic clujean.
Profesorul Velican nu a fost atras de funcții importante de conducere, dar a rămas una dintre cele mai recunoscute personalități ale vieții universitare agronomice din Cluj și din țară. A fost lipsit de invidie, o calitate rară în mediul intelectual, și s-a remarcat prin modestie, exigență discretă și o profundă înțelegere umană în rezolvarea problemelor.

### Familie
Distinsul și iubitul nostru Profesor Vasile Velican a fost un admirabil tată și familist. Și-a iubit frumoasa și inteligenta sa fiică Marilena, ca pe lumina ochilor.

## Activitate științifică
Vasile Velican a fost un reprezentant de seamă al școlii agronomice superioare ardelene, dedicându-și întreaga viață cercetării și educației în Transilvania. A făcut parte din generația care și-a început activitatea profesională în anii 1930, fără a se implica în politică în perioada interbelică, ceea ce i-a permis să lucreze într-o stare de liniște și concentrare profesională, cu o dăruire totală pentru învățământul agricol și cercetarea științifică.
Activitatea sa de cercetare a început în 1930 la Stațiunea ICAR de la Câmpia Turzii, unde a efectuat studii comparative cu soiuri de orz, orzoaică și grâu, publicând primele rezultate în revista transilvană „Agricultura nouă” între 1933 și 1945. A utilizat un sistem de experimentare riguros, cu un număr mare de repetiții (între cinci și zece) și dispersarea câmpurilor de culturi comparative în puncte geografice reprezentative pentru microclimatele din Transilvania, precum Cluj, Câmpia Turzii, Feldioara-Brașov, Cenad, Arad, Lugoj și Bihor. A testat soiuri străine din Bavaria, Cehoslovacia și Danemarca, evidențiind soiul danez Abeb-Opul, care a depășit soiul Cenad cu 133-160% în zonele umede și răcoroase, precum și soiul german Isaria. Analizele chimice și fizice efectuate au arătat un procent de substanțe proteice de 10,4-10,7% în condițiile din România, față de sub 10% în țările de origine.
În anii 1930-1933, a realizat culturi comparative cu soiuri de orz de toamnă, evidențiind soiul Cenad 395, care a rezistat în producție peste 25 de ani, și cu soiuri de grâu de primăvară, care ocupau doar 2,3% din suprafața arabilă a Transilvaniei (6.800 ha) înainte de 1930. A introdus practici moderne, precum prezentarea rezultatelor experimentale cu abaterea medie „m %” și procentual față de soiul martor, fiind unul dintre primii cercetători care a inclus rezumate în limbă străină (germană). Soiurile de grâu testate aveau un procent de gluten de 23,92%, fiind recomandate pentru industria de paste.
În domeniul fitotehniei, a efectuat cercetări privind influența îngrășămintelor chimice asupra producției, începând cu experimente pe porumb la Câmpia Turzii între 1937 și 1939, care nu au avut rezultate pozitive din cauza dozelor mici. Ulterior, între 1966 și 1969, a obținut sporuri semnificative, cu un maxim de +51%. A publicat rezultatele primelor experiențe cu grâu și orz de toamnă, contribuind la zonarea de noi soiuri.
Ca profesor, a îndrumat aproape 20 de doctoranzi între 1962 și 1975, fiind recunoscut pentru caracterul său profund uman și capacitatea de a conduce lucrări originale. S-a remarcat în comisiile de doctorat din București, Iași, Timișoara, Craiova și Cluj prin analizele sale elegante și competente, evidențiind contribuțiile candidaților.

## Lucrări
Vasile Velican a publicat peste 50 de lucrări în reviste de specialitate și a fost coautor a 13 tratate, monografii, manuale și cursuri universitare. A contribuit la „Manualul inginerului agronom” (1952, 1959, 1967) cu capitole de fitotehnie și tehnică experimentală. A fost autor al primului tratat modern de fitotehnie din România, publicat în trei volume (1956-1958), alături de N. Zamfirescu, Gh. Valuta, I. Safta, S. Săulescu și F. Cântar, reeditat în 1965. În ediția din 1965, a scris despre porumb, orez, sorg, hrișcă, plante producătoare de tuberculi și rădăcini, hamei și plante medicinale, lucrarea fiind considerată cel mai modern tratat de fitotehnie din Europa la acea dată.
A publicat „Curs de fitotehnie” (1972) în trei volume, cu o introducere unică despre fitotehnia generală, și „Dicționar practic de biologie agricolă” (1974), cu circa 600 de articole despre aplicarea legilor biologice în agricultură. A scris „Tratat de ameliorarea plantelor” (1970, 1971-1972) împreună cu A.S. Potlog și lucrări de popularizare precum „100 întrebări și răspunsuri privind cultura cerealelor” (1963) și „Cunoștințe folositoare pentru floarea-soarelui”.
Lucrările sale au apărut în reviste precum „Agricultura nouă”, „Probleme agricole”, „Producția vegetală”, „Analele ICAR” (1945-1961) și în volumele de cercetări științifice ale Institutului Agronomic Cluj (1944-1976). O selecție a lucrărilor sale include:
- „Cercetări asupra germinației la porumbul din recolta anului 1933”, Agricultura nouă, nr. 10, 1934
- Puterea de absorbție ca metodă de examinare în ameliorarea grâului de toamnă, Cluj, 1935
- „Problema grâului de primăvară pentru Transilvania”, Probleme agricole, nr. 2
- „Soiul de porumb Arieșan”, Anale ICAR, 1950-1951
- „Răspândirea pe zone a plantelor de cultură din RPR”, Natura, 5-4, 1951
- „Linii de grâu de primăvară de perspectivă pentru RPR”, Buletinul Științific al Academiei RPR, 1954
- „Cercetări științifice în domeniul culturii porumbului în RPR”, Probleme agricole, nr. 4, 1956
- Porumbul - studiu monografic (contribuție), Editura Academiei RPR, 1957
- „Soiuri noi de cartofi create la Stațiunea de cercetări agronomice Cluj”, Analele ICAR, 1957
- „Rezultatele experimentelor cu soiuri și linii noi de grâu de toamnă la Cluj”, Probleme agricole, nr. 7, 1958
- Cultura florii soarelui, Editura Agrosilvică, București, 1958
- „Tehnica experimentală”, în Manualul inginerului agronom, Vol. I, Editura Agrosilvică de stat, București, 1959
- Fitotehnie, volumele I-II-III, Editura Agrosilvică, 1959
- „Rezultatele experiențelor cu plante de siloz pe terenurile podzolice din Transilvania”, Probleme agricole, nr. 6, 1962
- „Cercetările morfologice și anatomice la grâul de toamnă în legătură cu rezistența la căldură”, Lucrări Științifice, Institutul Agronomic Cluj, 1964
- „Linii noi de orz de toamnă obținute la Cluj”, Lucrări Științifice, Institutul Agronomic Cluj, 1964
- Fitotehnie, volumele I-II, Ediția a II-a, Editura Agrosilvică, 1965
- Fitotehnia în cadrul Institutului Agronomic, Ediția a II-a, Vol. I, Editura Agrosilvică, București, 1967
- Sistematica și originea cartofului "Cartoful", Editura Agrosilvică, București, 1969
- Cartoful și economia națională. Istoricul culturii cartofului, Editura Agrosilvică, București, 1969
- „Cercetări privind relația îngrășăminte - producție, la grâul de toamnă”, Lucrări Științifice, Institutul Agronomic Cluj, 1970
- Tratat de ameliorarea plantelor (cu A.S. Potlog), Editura Agrosilvică, 1970
- „Rezultate experimentale privind agrotehnica soiului de orz de toamnă”, Lucrări Științifice, Institutul Agronomic Cluj, 1970
- „Cercetări privind utilizarea îngrășămintelor de către porumb și îngrășarea lui rațională”, Lucrări Științifice, Institutul Agronomic Cluj, 1970
- Curs de fitotehnie - partea I, Institutul Agronomic Cluj, Tipografia, 1972
- Tratat de ameliorarea plantelor, volumele I-II, Editura Academiei Române, București, 1971-1972
- Dicționar practic de biologie agricolă, Editura Enciclopedică Română, București, 1974
- „Rezultate preliminare în domeniul ameliorării hameiului în țara noastră. Cultura hameiului în România”, Institutul Agronomic Cluj, 1975

## Contribuții suplimentare
Vasile Velican a avut preocupări pentru dezvoltarea agriculturii în zonele montane din Transilvania. În 1935, a publicat în revista „Agricultura nouă” articolul „Mijloacele de promovare a producției vegetale în regiunile de munte”, bazat pe observații din satele din Munții Apuseni aflate la 1.000 m altitudine, unde trăiau 277.000 de locuitori în 300 de comune. A constatat condiții de trai primitive și subalimentare, propunând soluții precum colonizarea surplusului de populație în zone de câmpie, exploatarea rațională a pășunilor, promovarea producției vegetale și creșterii vitelor. A înființat câmpuri experimentale pentru secară și grâu de toamnă în satul Mărișelu, pentru pășuni la Stâna de Vale și pentru culturi diverse, în special porumb, la Beiuș, sub egida ICAR.
A fost un activ participant la popularizarea științei agricole, prin conferințe și adunări sătești, unde a susținut expuneri apreciate. A pledat pentru aplicarea practică a cunoștințelor agronomice, subliniind în ultimul său curs din 1958 că aplicarea parțială a cunoștințelor predate ar putea duce la producții remarcabile.

## Premii și recunoaștere
Pentru contribuția remarcabilă adusă învățământului, științei și progresului agriculturii românești, apreciatul nostru înaintaș a fost decernat cu mai multe ordine și medalii, printre care:
- Meritul agricol și Coroana României în grad de cavaler (1938);
- Premiul Stănculescu al Academiei Române (1944), pentru rezultate în ameliorarea plantelor;
- Medalia muncii (1954)[necesită citare];
- Medalia Muncii (31 mai 1957) „pentru merite deosebite în muncă, cu ocazia celui de al II-lea Congres al Asociației Științifice a Inginerilor și Tehnicienilor din Republica Populară Romînă”[1]
- Premiul Ministerului Învățământului (1957), pentru contribuția la primul volum de Fitotehnie (1956);
- Premiul Gheorghe Doja al Academiei Române (1953);
- Membru corespondent al Academiei Române (1963);[2]
- Ordinul Muncii clasa I-a (1962) și clasa a II-a (1965);
- titlul de „Profesor Emerit al Republicii Populare Romîne” (18 august 1964) „pentru activitate deosebită în domeniul cercetării științifice și contribuție la dezvoltarea învățămîntului superior”[3]
- Ordinul „Meritul Științific” clasa a II-a (26 septembrie 1966) „pentru merite deosebite în activitatea științifică, cu prilejul Centenarului Academiei Republicii Socialiste România”[4]
- Ordinul „Steaua României” clasa a III-a (1970);